# Barzun
Barzun település Franciaországban, Pyrénées-Atlantiques megyében. Lakosainak száma 627 fő (2022. január 1.). Barzun Bénéjacq, Hours, Livron és Pontacq községekkel határos.

## Népesség
A település népességének változása:
| Lakosok száma | 595  | 597  | 597  | 601  | 591  | 600  | 609  | 618  | 624  | 627  |
|               | 2010 | 2013 | 2015 | 2016 | 2017 | 2018 | 2019 | 2020 | 2021 | 2022 |